# Lega B 2005 (football americano)
La Lega B 2005 è stata la 14ª edizione del campionato di football americano di secondo livello, organizzato dalla SAFV.

## Squadre partecipanti
| Club            | Città      | Stadio         | Sponsor ufficiale | Risultato nella stagione 2004 |
| --------------- | ---------- | -------------- | ----------------- | ----------------------------- |
| Bienna Jets     | Bienne     |                |                   | Nono posto                    |
| Brig Falcons    | Briga-Glis |                |                   |                               |
| Geneva Seahawks | Ginevra    |                |                   | Ottavo posto                  |
| Lausanne Sharks | Losanna    |                |                   | Decimo posto                  |
| Thun Tigers     | Thun       | Stadion Lachen |                   | Settimo posto                 |

## Stagione regolare

### Calendario

#### 1ª giornata
| 3 aprile 2005 | Lausanne Sharks | 0 – 33 | Thun Tigers |  |

| 3 aprile 2005 | Geneva Seahawks | 0 – 50 (d.g.s.) | Bienna Jets |  |

#### 2ª giornata
| 10 aprile 2005 | Geneva Seahawks | 0 – 50 (d.g.s.) | Lausanne Sharks |  |

| 10 aprile 2005 | Bienna Jets | 44 – 0 | Brig Falcons |  |

#### 3ª giornata
| 17 aprile 2005 | Geneva Seahawks | 0 – 50 (d.g.s.) | Thun Tigers |  |

#### 4ª giornata
| 24 aprile 2005 | Brig Falcons | 50 – 0 (d.g.s.) | Geneva Seahawks |  |

#### 5ª giornata
| 1º maggio 2005 | Bienna Jets | 39 – 0 | Lausanne Sharks |  |

#### 6ª giornata
| 8 maggio 2005 | Bienna Jets | 50 – 0 (d.g.s.) | Geneva Seahawks |  |

#### 7ª giornata
| 16 maggio 2005 | Brig Falcons | 6 – 20 | Thun Tigers |  |

#### 8ª giornata
| 22 maggio 2005 | Lausanne Sharks | 50 – 0 (d.g.s.) | Geneva Seahawks |  |

| 22 maggio 2005 | Thun Tigers | 7 – 28 | Bienna Jets |  |

#### 9ª giornata
| 29 maggio 2005 | Brig Falcons | 50 – 0 (d.g.s.) | Lausanne Sharks |  |

| 29 maggio 2005 | Thun Tigers | 50 – 0 (d.g.s.) | Geneva Seahawks |  |

#### 10ª giornata
| 5 giugno 2005 | Lausanne Sharks | 0 – 50 (d.g.s.) | Brig Falcons |  |

#### 11ª giornata
| 12 giugno 2005 | Geneva Seahawks | 0 – 50 (d.g.s.) | Brig Falcons |  |

| 12 giugno 2005 | Bienna Jets | 35 – 20 | Thun Tigers |  |

#### 12ª giornata
| 19 giugno 2005 | Lausanne Sharks | 0 – 50 (d.g.s.) | Bienna Jets |  |

| 19 giugno 2005 | Thun Tigers | 52 – 0 | Brig Falcons |  |

#### 13ª giornata
| 25 giugno 2005 | Brig Falcons | 0 – 50 (d.g.s.) | Bienna Jets |  |

| 26 giugno 2005 | Thun Tigers | 50 – 0 (d.g.s.) | Lausanne Sharks |  |

### Classifica
La classifica della regular season è la seguente:
- PCT = percentuale di vittorie, G = partite giocate, V = partite vinte, P = partite perse, PF = punti fatti, PS = punti subiti
- Le prime due classificate si sfidano nella finale; la vincente è promossa in LNA 2006 (verde)

| Pos. | Squadra         | PCT   | G | V | P | PF  | PS  |
| ---- | --------------- | ----- | - | - | - | --- | --- |
| 1    | Bienna Jets     | 1.000 | 8 | 8 | 0 | 346 | 27  |
| 2    | Thun Tigers     | .750  | 8 | 6 | 2 | 282 | 69  |
| 3    | Brig Falcons    | .500  | 8 | 4 | 4 | 206 | 166 |
| 4    | Lausanne Sharks | .250  | 8 | 2 | 6 | 100 | 272 |
| 5    | Geneva Seahawks | .000  | 8 | 0 | 8 | 0   | 400 |

## Finale
| 9 luglio 2005 | Bienna Jets | 34 – 13 | Thun Tigers |  |

## Verdetti
- Bienna Jets promossi in LNA 2006